# The Japan Kanji Aptitude Testing Foundation
The Japan Kanji Aptitude Testing Foundation (公益財団法人日本漢字能力検定協会, Kōeki zaidan hōjin Nihon kanji nōryoku kentei kyōkai, litt. Fondation d'utilité publique, Association des examens d'aptitude en sinogrammes japonais) est une fondation japonaise dont le but premier est d'organiser les tests d'aptitude en kanjis (caractères chinois utilisés en japonais) ainsi que d'autres examens sanctionnant des compétences en langue japonaise ; les tests de kanjis sont connus sous le diminutif de kanken.

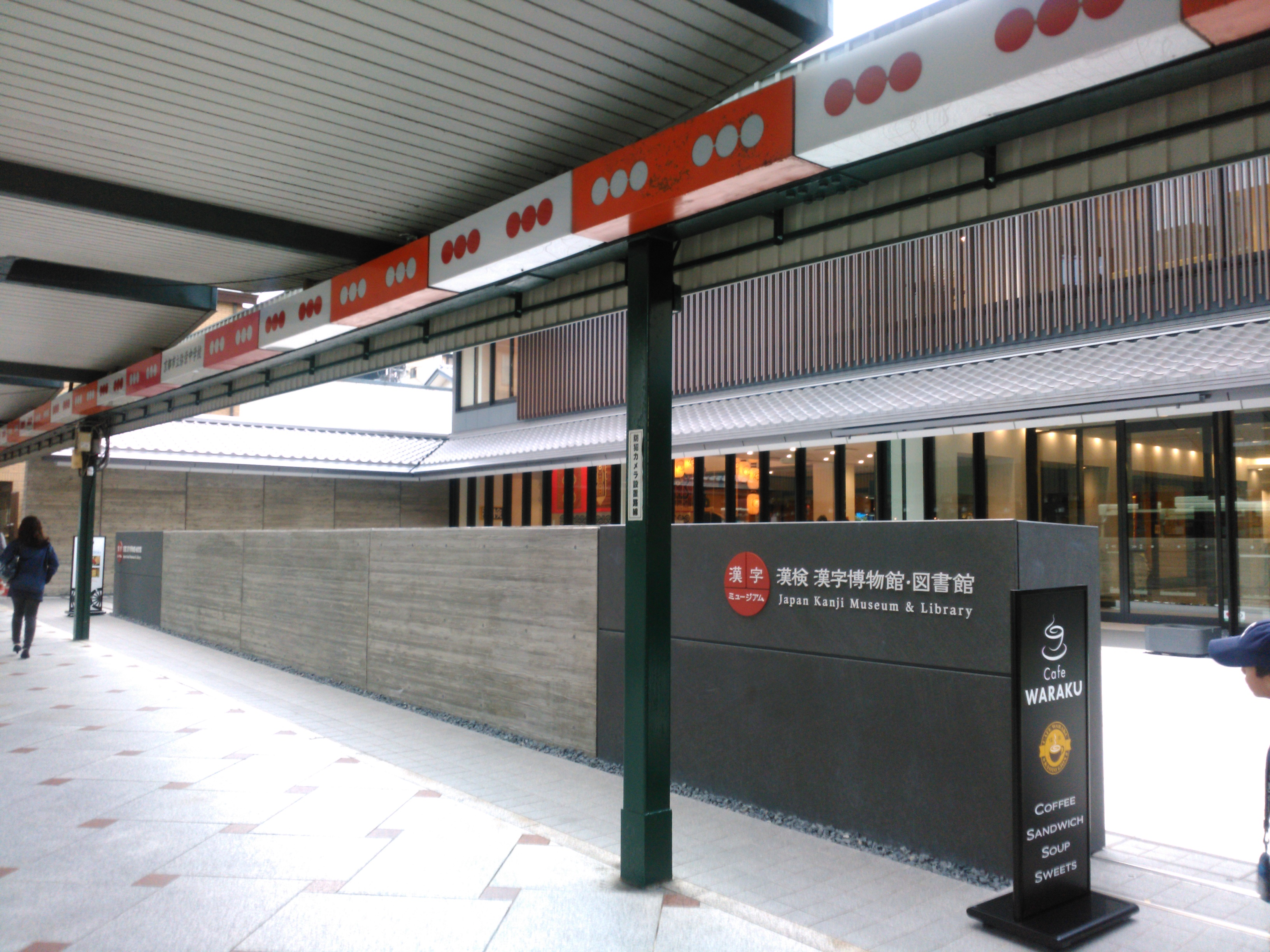
Musée des kanji, à Kyoto.

D'autre part, la fondation organise le Business Japanese Proficiency Test (BJT), un examen portant sur la langue japonaise dans un contexte professionnel, ou encore le bunshōken, portant sur la compréhension et la rédaction de textes en langue nippone.
Exception faite du BJT, les examens de la fondation visent en premier lieu un public natif en japonais.
Le siège de l'association est situé dans l'arrondissement de Higashiyama (quartier de Gion), à Kyoto.